# Османський університет
17°24′27″ пн. ш. 78°31′35″ сх. д. / 17.40750° пн. ш. 78.52639° сх. д.
Османський університет (тел. ఉస్మానియా విశ్వవిద్యాలయము, урду جامعہ عثمانیہ) — державний університет у місті Хайдерабад, Андхра-Прадеш, Індія. Є найбільшим університетом на Індійському субконтиненті та одним з найстаріших вишів Індії.

## Історія
Університет був заснований 1918 року. Назву отримав на честь нізама Хайдарабадського князівства Мір Османа Алі-хана. Османський університет був першим індійським вишем, в якому викладали мовою урду.

## Відомі випускники
- Венкатеш Кулкарні — індійський письменник
- Джаміла Нішат — поетеса
- Шантха Сінха — правозахисниця